# Gymnocalycium gibbosum subsp. borthii
Gymnocalycium gibbosum subsp. borthii ist eine Unterart der Pflanzenart Gymnocalycium gibbosum aus Gattung Gymnocalycium aus der Familie der Kakteengewächse (Cactaceae). Das Epitheton ehrt den österreichischen Bibliothekar, Alpinisten und Pflanzensammler Hans Both (* 1925).

## Beschreibung
Gymnocalycium gibbosum subsp. borthii wächst einzeln mit graugrünen bis violettbraunen, abgeflacht kugelförmigen Trieben und erreicht bei Durchmessern von 9 Zentimetern Wuchshöhen von bis zu 10 Zentimeter. Die neun bis 16 senkrechten Rippen besitzen gerundete, kinnartige Vorsprünge. Die meist fünf oder gelegentlich bis zu neun, biegsamen bis steifen, geraden Dornen sind ausstrahlend und bis zu 2,5 Zentimeter lang. Einer von ihnen ist abwärts gerichtet.
Die trichterförmigen, weißen Blüten haben einen etwas rosafarbenen Schlund. Sie sind bis zu 4,5 Zentimeter lang und weisen einen Durchmesser von 5 Zentimeter auf. Der Durchmesser der spindelförmigen Früchte beträgt bis zu 1,5 Zentimeter.

## Verbreitung und Systematik
Gymnocalycium gibbosum subsp. borthii ist in der argentinischen Provinz San Luis bei Quines verbreitet.
Die ursprüngliche Erstbeschreibung aus dem Jahr 1976 von Helmut Koop war nach den Regeln des Internationalen Codes der Botanischen Nomenklatur ungültig, da Angaben zum Typus fehlten. Hans Till korrigierte dies 1987. Graham Charles stellte die Art 2005 als Unterart zur Art Gymnocalycium gibbosum.

## Nachweise